# ناحیه مامو
ناحیه مامو (به لاتین: Mamou Region) یک منطقهٔ مسکونی است که در گینه واقع شده‌است. ناحیه مامو ۱۷٬۰۷۴ کیلومتر مربع مساحت و ۹۹۵٬۷۱۷ نفر جمعیت دارد.